# Canadian Open 1965
Die Canada Open 1965 im Badminton fanden Anfang April 1965 in Edmonton statt. Channarong Ratanaseangsuang verteidigte dabei seinen Vorjahrestitel im Herreneinzel. Im Finale setzte er sich klar gegen Jim Poole durch. Das Halbfinale hatte er gegen Wayne Macdonnell knapp mit 15-12, 10-15 und 15-11 gewonnen, während Poole Takeshi Miyanaga aus Japan sicher mit 15-5 und 15-11 bezwingen konnte.

## Finalergebnisse
| Disziplin    | Sieger                                | Finalist                            | Ergebnis     |
| ------------ | ------------------------------------- | ----------------------------------- | ------------ |
| Herreneinzel | Channarong Ratanaseangsuang           | Jim Poole                           | 15-1, 15-2   |
| Dameneinzel  | Jean Miller                           | Sharon Whittaker                    | 11-6, 12-9   |
| Herrendoppel | Jim Poole Channarong Ratanaseangsuang | Eiichi Sakai Takeshi Miyanaga       | 15-10, 18-15 |
| Damendoppel  | Tyna Barinaga Caroline Jensen         | Jennifer Pritchard Margaret Barrand | 15-8, 15-10  |
| Mixed        | Robert McCoig Margaret Barrand        | Rolf Paterson Mimi Nilsson          | 15-11, 15-7  |

## Referenzen
- http://newspapers.nl.sg/Digitised/Page/straitstimes19650405.1.17.aspx
- The Leader-Post, 2. April 1965, S. 20.
- The Leader-Post, 5. April 1965, S. 25.